# Symfonie nr. 6 (Weinberg)
Mieczysław Weinberg voltooide zijn Symfonie nr. 6 in 1963.
Weinberg kwam met deze symfonie terug op zijn Joodse achtergrond. Hij moest voor de Tweede Wereldoorlog op de vlucht voor Nazi-Duitsland. Niet gevluchte familieleden kwamen om in de concentratiekampen of in het getto van Warschau. Weinberg kwam tijdens zijn vlucht van de regen in de drup. Hij vluchtte eerst naar Minsk en vervolgens door naar Tasjkent. Na de oorlog kon hij aan het werk in Moskou, maar daar kwam door toedoen van Jozef Stalin het antisemitisme opzetten. Thema van de symfonie is de verholen kinderdoding en behandeling van wezen binnen Stalins regime.
De symfonie kent in het Joodse thema een overeenkomst met de Symfonie nr. 13 van Dmitri Sjostakovitsj over het Bloedbad van Babi Jar en de alom heersende angst. De symfonieën zijn ongeveer gelijktijdig geschreven. Omdat Sjostakovitsj en Weinberg regelmatig contact hadden over hun muziek kan onderlinge beïnvloeding niet uitgesloten zijn. Een duidelijk verschil is er overigens wel. Sjostakovitsj kon door zijn beroemdheid verder op de verschrikkingen ingaan dan de relatief onbekende Weinberg.
De symfonie kent een vijfdelige opzet, waarbij de delen 1 en 3 puur instrumentaal zijn. Het gebruik van een kinderkoor verwijst naar de kinderdoding:
- Adagio
- Allegretto op tekst van Lev Kvitko over een onbezorgde jeugd
- Allegro molto
- Largo op tekst van Samuil Galkin over de kinderdoding
- Andantino op tekst van Mikhail Lukonin bestaand uit een wiegeliedje voor kinderen van overal; hij haalt de Wolga, Mississippi en Mekong aan.

De eerste uitvoering van het werk vond plaats op 12 november 1963 door het Filharmonisch Orkest van Moskou onder leiding van Kirill Kondrasjin met het kinderkoor van de School voor koormuziek in Moskou. Diezelfde combinatie stond voor de opname op het Olympia-platenlabel.
Nr. 1 · Nr. 2 · Nr. 3 · Nr. 4 · Nr. 5 · Nr. 6 · Nr. 7 · Nr. 8 · Nr. 9 · Nr. 10 · Nr. 11 · Nr. 12 · Nr. 13 · Nr. 14 · Nr. 15 · Nr. 16 · Nr. 17 · Nr. 18 · Nr. 19 · Nr. 20 · Nr. 21 · Nr. 22